# Volta a Portugal de 1959
A 22.ª edição da Volta a Portugal em Bicicleta ("Volta 59") decorreu entre os dias 1 e 20 de Agosto de 1959. Composta por 26 etapas.

## Etapas
| nº         | Data         | Etapa                          | km    | Vencedor da etapa              | Camisola Amarela           |
| 1.ª etapa  | 1 de Agosto  | Pista de Alvalade (CRl)        | 9     | Américo Raposo (SCP)           | Américo Raposo(SCP)        |
| 2.ª etapa  | 2 de Agosto  | Circuito do Estoril            | 10    | Sousa Cardoso (FCP)            | Sousa Cardoso (FCP)        |
| 3.ª etapa  | 3 de Agosto  | Cacilhas-Santiago Cacém        | 147   | José Calquinhas (SCP)          | Sousa Cardoso (FCP)        |
| 4.ª etapa  | 4 de Agosto  | Santiago Cacém-Portimão        | 147   | Aquiles dos Santos (Sangalhos) | António Brás (FCP)         |
| 5.ª etapa  | 4 de Agosto  | Portimão-Tavira                | 113   | Azevedo Maia (FCP)             | Aquiles Santos (Sangalhos) |
| 6.ª etapa  | 5 de Agosto  | Tavira-Loulé                   | 36    | Alves Barbosa (Sangalhos)      | Aquiles Santos (Sangalhos) |
| 7.ª etapa  | 5 de Agosto  | Pista de Loulé (CRI)           | 9     | Alves Barbosa (Sangalhos)      | Aquiles Santos (Sangalhos) |
| 8.ª etapa  | 6 de Agosto  | Loulé-Moura                    | 199   | António Baptista (Sangalhos)   | Aquiles Santos (Sangalhos) |
| 9.ª etapa  | 7 de Agosto  | Moura-Estremoz                 | 180   | Sérgio Páscoa (Tavira)         | António Pisco (Alpiarça)   |
| 10.ª etapa | 8 de Agosto  | Estremoz-Castelo Branco        | 143   | Artur Coelho (FCP)             | Henrique Castro (SLB)      |
| 11.ª etapa | 9 de Agosto  | Castelo Branco-Pedras da Saúde | 77    | Aquiles Santos (Sangalhos)     | José P. Carvalho (SCP)     |
| 12.ª etapa | 10 de Agosto | Covilhã-Guarda                 | 44    | Artur Coelho (FCP)             | Henrique Castro (SLB)      |
| 13.ª etapa | 11 de Agosto | Guarda-Mirandela               | 186   | Sousa Cardoso (FCP)            | Henrique Castro (SLB)      |
| 14.ª etapa | 11 de Agosto | Mirandela-Pedras Salgadas      | 101   | Agostinho Ferreira (Académico) | Henrique Castro (SLB)      |
|            | 12 de Agosto | Descanso em Pedras Salgadas    |       |                                |                            |
| 15.ª etapa | 13 de Agosto | Pedras Salgadas-Braga          | 141   | Carlos Carvalho (FCP)          | Henrique Castro (SLB)      |
| 16.ª etapa | 14 de Agosto | Braga-Vila do Conde            | 176   | Alves Barbosa (Sangalhos)      | Carlos Carvalho (FCP)      |
| 17.ª etapa | 15 de Agosto | Circuito de Vila do Conde      | 58    | Alves Barbosa (Sangalhos)      | Carlos Carvalho (FCP)      |
| 18.ª etapa | 16 de Agosto | Vila do Conde-Porto            | 105   | Alves Barbosa (Sangalhos)      | Carlos Carvalho (FCP)      |
| 19.ª etapa | 16 de Agosto | Pista do Lima (CRI)            | 9     | Agostinho Correira (Académico) | Carlos Carvalho (FCP)      |
| 20.ª etapa | 17 de Agosto | Circuito de Espinho (CRI)      | 12    | Alves Barbosa (Sangalhos)      | Carlos Carvalho (FCP)      |
| 21.ª etapa | 17 de Agosto | Espinho-Viseu                  | 130   | Pedro Júnior (SCP)             | Carlos Carvalho (FCP)      |
| 22.ª etapa | 18 de Agosto | Viseu-Anadia                   | 153   | José Firmino(SCP)              | Jorge Corvo (Tavira)       |
| 23.ª etapa | 18 de Agosto | Anadia-Sangalhos               | 90    | Alberto Carvalho (Académico)   | Jorge Corvo (Tavira)       |
| 24.ª etapa | 19 de Agosto | Sangalhos-Tomar                | 150   | Mário Sá (FCP)                 | Jorge Corvo (Tavira)       |
| 25.ª etapa | 19 de Agosto | Tomar-Alpiarça                 | 51    | Carlos Carvalho (FCP)          | Jorge Corvo (Tavira)       |
| 26.ª etapa | 20 de Agosto | Alpiarça-Lisboa                | 172   | Alves Barbosa (Sangalhos)      | Carlos Carvalho (FCP)      |
|            |              | Total de Km.                   | 2.643 |                                |                            |

## Classificações Finais
| Lugar | Nome               | Nacionalidade | Equipa      | H. M. S. |
| 01.º  | Carlos Carvalho    | Portugal      | FC Porto    | 74.04.21 |
| 02.º  | Jorge Corvo        | Portugal      | CC Tavira   | +0.00.05 |
| 03.º  | Aquiles dos Santos | Portugal      | Sangalhos   | +0.04.04 |
| 04.º  | Henrique Castro    | Portugal      | SL Benfica  | +0.04.25 |
| 05.º  | Pedro Júnior       | Portugal      | Sporting CP | +0.06.53 |
| 06.º  | Fernando H. Silva  | Portugal      | Sangalhos   | +0.11.43 |
| 07.º  | Sousa Santos       | Portugal      | FC Porto    | +0.12.47 |
| 08.º  | Lima Fernandes     | Portugal      | Alpiarça    | +0.13.58 |
| 09.º  | Alcido Neto        | Portugal      | Tavira      | +0.14.48 |
| 10.º  | António Pisco      | Portugal      | Alpiarça    | +0.14.48 |

## Equipas
| Lugar | Equipa    | H. M. S.  |
| 1.º   | FC Porto  | 222.42.31 |
| 2.º   | Sangalhos | +00.03.58 |
| 3.º   | Alpiarça  | +00.14.50 |

## Pontos
| Lugar | Ciclista           | Equipa      | Pontos |
| 1.º   | Alves Barbosa      | Sangalhos   | 227    |
| 2.º   | Aquiles dos Santos | Sangalhos   | 364    |
| 3.º   | Pedro Júnior       | Sporting CP | 370    |

## Metas Volantes
| Lugar | Ciclista          | Equipa     | Pontos |
| 1.º   | Alves Barbosa     | Sangalhos  | 28     |
| 2.º   | Antonino Baptista | Sangalhos  | 20     |
| 3.º   | José Firmino      | Individual | 15     |

## Ciclistas
Partiram: 91; Desistiram: 55; Terminaram: 36.
Média: 35,715 Km/h